# 李先念
李 先念（り せんねん、簡体字：李 先念、繁体字：李 先念、英語：Li Xiannian、リー・シエンニエン、1909年6月23日 – 1992年6月21日）は、中華人民共和国の政治家。中国共産党の八大元老の1人で、中国共産党中央委員会副主席、国務院副総理、第3代国家主席を歴任した。国家主席退任後は第5代中国人民政治協商会議主席の座にあった。

（左から）鄧小平・李先念･周恩来（1963年3月25日・北京にて）

## 経歴
1909年6月23日に湖北省黄安県に誕生した。1927年12月に中国共産党に入党し、長征には紅軍の士官として参加し、労農紅軍第四方面軍で徐向前総指揮官の下で政治委員を務めるなどした。1937年末に延安に到着し、その後は抗日軍政大学と延安マルクス＝レーニン学院に学んだ。1949年10月1日に中華人民共和国が成立してからは、湖北省党委員会書記・人民政府主席、武漢市党委員会書記・市長などを歴任した。1954年9月29日に国務院副総理に任命され、財政部長を兼任した。1956年9月28日に第8期1中全会において中国共産党中央政治局委員に選出された。さらに5月25日の第8期5中全会において中央書記処書記に増補されたが、これは国務院の問題を書記処で討議する利便のためであった。1959年4月の第2期全人代第1回会議において副総理に再任された後、5月13日の周総理主催の座談会において各副総理の仕事分担がなされ、李先念は財政貿易を管轄した。また、各副総理の分担管理・日常業務を補助するため国務院の下に6つの弁公室が設置されると、李は財政貿易弁公室主任として財政部・食糧部・商業部・対外貿易部・水産部・労働部を管轄した。
文化大革命には江青・陳伯達などの「中央文革小組」と対立し、1967年2月の政治局日常工作会議において葉剣英・徐向前・聶栄臻・譚震林などの軍・国務院幹部とともに、これを批判した。しかしこの行動は毛沢東により厳しく糾弾され、「二月逆流」と呼ばれることになった。後に北京郊外に下放された時期もあったが、中央復帰後は周恩来国務院総理の下で経済政策を補佐し、後の市場経済化の先鞭を付ける。
1969年4月28日の第9期1中全会において党中央政治局委員に選出され、1973年8月30日の第10期1中全会において党中央政治局委員に再選した。そして1977年8月19日に第11期1中全会において中国共産党中央委員会副主席、党中央政治局常務委員会委員に選出され、党内序列第4位に昇格した。1982年9月の第12回党大会における党主席制廃止に伴い副主席を退任したが、直後の第12期1中全会において中央政治局常務委員会委員に再選された。国家主席制の復活（1982年）に伴い、1983年6月18日の第6期全人代第1回会議において国家主席に選出。1987年まで中国共産党中央政治局常務委員の職にあった。常務委員引退後は全国政治協商会議主席のポストを確保し、保守派の長老として影響力を保持して陳雲と共に経済特区には生涯足を踏み入れなかった。1992年6月21日に死去した。83歳の誕生日を迎える2日前であった。

## 家族
家族は中国人民対外友好協会会長を務めた李小林とその婿である中国人民解放軍空軍政治委員の劉亜洲中将らがいる。